# RBD
RBD és un grup musical mexicà.

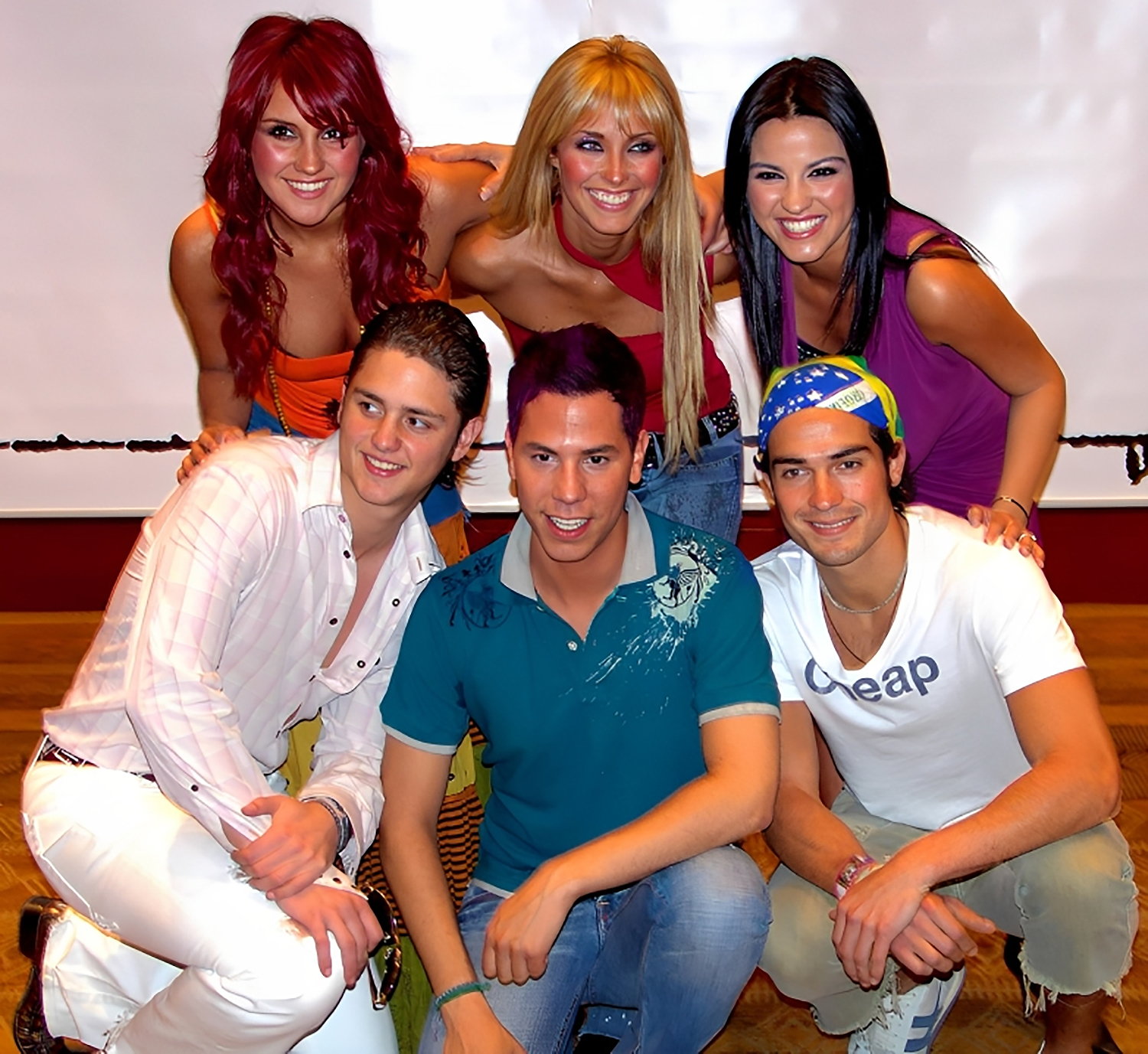
RBD:Alfonso, Anahí, Christian, Christopher, Dulce i Maite.

Es va formar l'any 2004, i segueix en actiu. Van fer la seva primera actuació en públic l'octubre d'aquell any, com a teloners d'Alexis Korner. El 7 de juny de 2004 publicaren el seu primer disc, el single amb la cançó «Rebelde». També han fet una sèrie, emesa en més de vinticinc països. Han venut més de 57 milions de CD's i DVD's mundialment, però sobretot a Amèrica.

## Membres
RBD és format per 3 nois i 3 noies:
- Christian Chávez
- Anahí Puente
- Dulce María Espinoza
- Maite Perroni
- Alfonso Herrera
- Christopher Von Uckermann

## Discografia

### Discs oficials d'estudi
- Rebelde (2004)
- Rebelde Edição Brasil (2005)
- Nuestro Amor (2005)
- Nosso Amor (2006)
- Celestial (2006)
- Rebels (2007)
- Empezar Desde Cero (2007)
- Para olvidarte de mí (2009)

### Discs recopilatoris
- RBD:La Familia (2007)
- We Are RBD (Rebels Versió Japó) (2007)

### Discs en concert
- Tour Generación RBD en Vivo (2005)
- Live in Hollywood (2006)
- Live In Rio (2007)
- Hecho en España (2007)